# Ansambel Ekart
Ansambel Ekart je slovenska narodnozabavna zasedba, katere začetki delovanja segajo v leto 1974. Sedež imajo v Staršah. Ansambel je izdal večje število kaset in CD, bili so pa tudi večkrat nagrajeni na najprestižnejših festivalih narodnozabavne glasbe.

## Zasedba
Ansambel Ekart sestavljajo:
- Damijan Kolarič – vodja ansambla, klarinetist, saksofonist, vokalist
- Barbara Kolarič – vokalistka
- Renato Kapun – basist, baritonist, pozavnist, vokalist
- Andrej Ekart – kitarist, vokalist
- Viktor Malec – harmonikar, klaviaturist, vokalist
- Simon Novak – trobentač, vokalist

Ustanovni član in dolgoletni vodja ansambla Jože Ekart je iz zasedbe izstopil leta 2013. Nekaj časa so v ansamblu delovali še Simon Štelcer, Marko Slavič in Robert Levstek. Za določene nastope se je občasno pridružila še violinistka Klara Kolarič.

## Delovanje
Ansambel Ekart je nastal leta 1974, ko so igrali na silvestrovanju še kot Ansambel Jožeta Ekarta. Takrat so delovali kot ansambel za igranje na raznih praznovanjih. Čez leta se je rodila želja po lastnih skladbah, snemanjih in festivalih, zato so se leta 1989 prijavili na ptujski festival, na katerega so bili po uspešni avdiciji sprejeti in osvojili bronastega Orfeja. Istega leta so postali zmagovalci po izboru občinstva na festivalu v Cerkvenjaku.
V naslednjih letih so se redno udeleževali festivalov na Ptuju, v Cerkvenjaku in Števerjanu, kjer so bili redno med nagrajenci. Bili so tudi finalisti prvih treh izvedb festivala Slovenska polka in valček (med letoma 1995 in 1997), na katerem so leta 1997 slavili v konkurenci valčkov s pesmijo Ptičica.

## Uspehi
Ansambel Ekart je na festivalih narodnozabavne glasbe dosegel naslednje uspehe:
- 1989: Festival Ptuj – Bronasti Orfej.
- 1989: Festival Cerkvenjak – Zmagovalci po izboru občinstva.
- 1991: Festival Ptuj – Zmagovalci po izboru občinstva in srebrni Orfej.
- 1992: Festival Števerjan – Nagrada za najboljšo melodijo.
- 1993: Festival Števerjan – Nagrada za najboljše besedilo (Jože Ekart).
- 1993: Festival Ptuj – Srebrni Orfej.
- 1995: Slovenska polka in valček – Finalisti festivala.
- 1995: Festival Števerjan – Nagrada za najboljši kvintet.
- 1995: Festival Ptuj – Zmagovalci po izboru občinstva in po izboru strokovne komisije, zlati Orfej in Korenova plaketa za najboljšo izvedbo.
- 1996: Slovenska polka in valček – Finalisti festivala.
- 1997: Slovenska polka in valček – Najboljši valček: Ptičica.
- 1999: Festival Števerjan – Nagrada za najboljši ansambel festivala.
- 2004: Festival Ptuj – Zmagovalci po izboru strokovne komisije.

## Diskografija
Ansambel Ekart je do sedaj izdal naslednje albume:
- Zvon Ptujske Gore
- Zasanjana Slovenija
- Zaigrajmo, zapojmo
- Veselo po štajersko
- Vergiss nicht ...
- Spomini živijo
- Spomin na gostijo
- Ptičica
- S pesmijo do srca
- Dopustnik Joža
- Zvezde praznično žare
- Glasba, ki že 50 let osvaja svet (v živo)
- Glasba brez meja
- Zapojmo, prijatelji